# Західна армія (Японія)
Західна армія (яп. 西部方面隊), є одною з п'яти активних армій Сухопутних сил самооборони Японії зі штаб-квартирою в таборі Кенгун, Префектура Кумамото. У зоні її відповідальності Кюсю (з 7 префектурами Каґосіма, Кумамото, Міядзакі, Наґасакі, Ойта, Саґа, Фукуока) — третій за величиною острів Японського архіпелагу та Окінави, префектура в регіоні Кюшю.
У Західну армію входять дві піхотні дивізії (4-та та 8-ма), п'ять бригад (15-та піхотна, 2-га зенітно-ракетна зі ЗРК «I-Hawk», навчальна, 5-та інженерна, тилового забезпечення), дві групи (артилерійська, армійської авіації), 4 полки (піхотний, зв'язку, постачання і медичний), батальйон військової розвідки.

## Історія

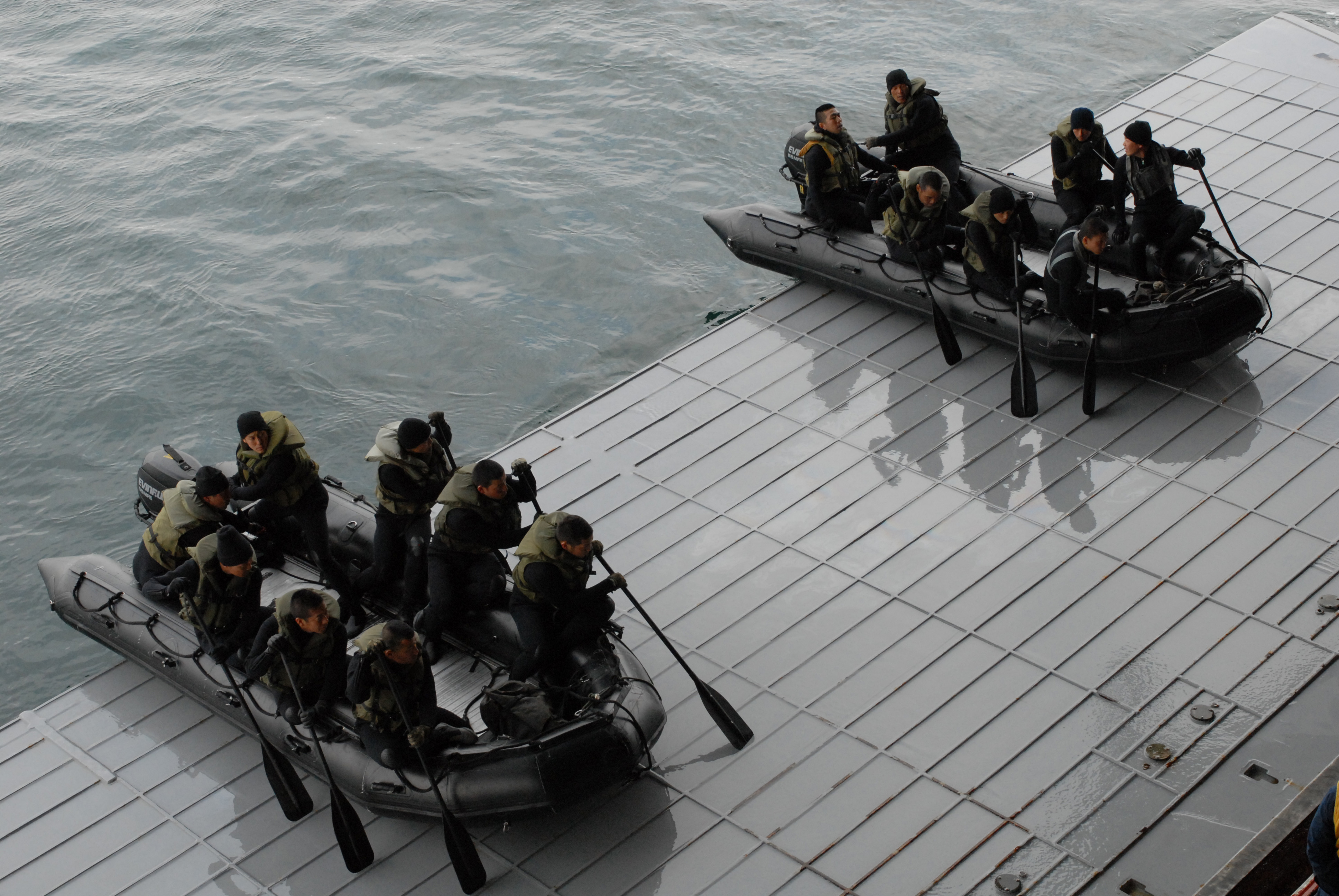
ТИХИЙ ОКЕАН (25 лютого 2011 р.) Солдати Японських сухопутних сил самооборони Західного піхотного полку армії спускають на воду надувні човни з жорстким корпусом з палуби десантного корабля USS Makin Island (LHD 8). Морські піхотинці та японські солдати беруть участь у двосторонніх навчаннях Exercise Iron Fist, щоб покращити свої знання про десант. (Фото ВМС США зробив авіаційний структурний механік Джастін Джойнер/Оприлюднено)

У серпні 2010 року тодішній японський уряд розглядав пропозицію перетворити звичайний полк [чисельності батальйону] з «8-ї дивізії» або «15-ї бригади» на десантний підрозділ «американського типу», фактично надавши Західній армії батальйон морської піхоти для роботи в непередбачених ситуаціях. Цю пропозицію, схоже, тимчасово відклали або вона опинилась у підвішеному стані.
Станом на червень 2013 року в рамках триваючого розширення обороноздатності в зоні відповідальності Західної армії Міністерство оборони розглядали можливість створення спеціального «острівного штурмового підрозділу», роль якого полягала б у відвоюванні віддалених японських островів, які були захоплені іноземною державою. Він поділив би цю місію з уже існуючим «Піхотним полком Західної армії», який зараз переживає розширення особового складу та обладнання (наприклад, збільшення дозволеної чисельності до 680 ефективних осіб і додавання (спочатку 4) AAVP-7A1 до його штатного розкладу. З іншого боку, обладнання для нового підрозділу може включати Тип 16 MCV та LVC, обидві з яких були розроблені частково з метою захисту віддаленого острова.
У разі підйому новий підрозділ разом із «WAIR» сформує основну частину першої відповіді Західної армії на вороже вторгнення у віддаленіші частини її AOR. На початку вересня 2015 року плани щодо створення нового підрозділу, який тепер іменується «десантно-мобільним підрозділом». були підтверджені. Новий підрозділ має бути створено до кінця фінансового року 2017, а навчальний корпус має бути створено в проміжний період (до кінця 2016 фінансового року).
У 2013 році війська піхотного полку Західної армії вирушили з кораблів JS Hyuga та JS Shimokita для десантних навчань у Каліфорнії.
29 березня 2021 року підрозділ радіоелектронної боротьби JGSDF було піднято в таборі Кенгун.

## Інші події
Згідно з поточними планами, Західна армія матиме пріоритет у поставках оновлення на заміну протикорабельного комплексу Тип 88 (шість комплектів на сьогоднішній день замовлення [липень 2013]). Тип 12 спочатку буде розгорнуто з 5-м протикорабельним ракетним полком, але в кінцевому підсумку 6-м протикорабельним ракетним полком (деактивований 21 квітня 2011 року).) можуть бути повторно активовані для роботи нових систем.
Зауваження: Протикорабельні ракетні полки GSDF також називаються ракетними полками «земля-земля».

## Організація

Функціональна структура Західної армії 2011 року
(натиснути на зображення для збільшення)

- Західна армія, м. Кумамото
  -  4-та піхотна дивізія, м. Касуґа. Відповідальна за захист префектур Фукуока, Наґасакі, Ойта та Сага.
  -  8-ма піхотна дивізія, м. Кумамото. Відповідальна за захист префектур Каґосіма, Кумамото та Міядзакі.
  -  15-та піхотна бригада, м. Наха. Відповідальна за захист префектури Окінава
  - 2-га зенітно ракетна бригада, Іїдзука
    - 3-тя зенітно ракетна група, м. Іїдзука (24 ПУ ЗРК MIM-23 «I-Hawk»)
    - 7-ма зенітно ракетна група, Омура (24 ПУ ЗРК MIM-23 «I-Hawk»)

  - Змішана (навчальна) бригада, м. Сасебо
  - 5-та інженерна бригада, Оґорі
  - Артилерійська група Західної армії, Юфу, преф Ойта
    - 5-й полк протикорабельних ракет, м. Кумамото (ПКР «Тип 88 SSM»)
    - 112-й артилерійський батальйон, Юфу (САУ M110 Howitzer)
    - 132-й артилерійський батальйон, Юфу (РСЗВ M270 MLRS)

  - Піхотний полк (амфібійний) Західної армії
  - Бригада тилового забезпечення Західної армії, Йосіноґарі
  - Група армійської авіації Західної армії, Масікі
  - Полк зв'язку Західної армії, Кумамото
  - Медичний полк Західної армії, Кумамото
  - Полк постачання Західної армії, Кумамото
  - Батальйон військової розвідки, Сасебо, префектурі Наґасакі.
  - Фінансовий відділ Західної армії,
  - Військовий оркестр Західної армії

## Зовнішні посилання
- Western Army home page (Японська)